# Xã Union, Quận Miami, Indiana
Xã Union (tiếng Anh: Union Township) là một xã thuộc quận Miami, tiểu bang Indiana, Hoa Kỳ. Năm 2010, dân số của xã này là 857 người.